# ツヤメクラチビゴミムシ属
ツヤメクラチビゴミムシ属（-ぞく、Ishikawatrechus）とは5群21種からなるコウチュウ目、オサムシ科、チビゴミムシ亜科の属である。
主に四国中部から高知県にかけての洞窟などに生息している。大半の種が準絶滅危惧に指定されており、カドタメクラチビゴミムシなどは絶滅している。

## 日本産目録
ツヤメクラチビゴミムシ群 nipponicus group
- ツヤメクラチビゴミムシ I. nipponicus Habu, 1950

イラズメクラチビゴミムシ群 cerberus group
- イラズメクラチビゴミムシ I. cerberus S. Ueno, 1957
- テングメクラチビゴミムシ I. longipes S. Ueno, 1992

ヒメツヤメクラチビゴミムシ群 humeralis group
- ヒメツヤメクラチビゴミムシ I. humeralis S. Ueno, 1957
- ハズマメクラチビゴミムシ I. yosiianus S. Ueno, 1999
- メイドウモンメクラチビゴミムシ I. professoris S. Ueno, 1999
- リョウゾウメクラチビゴミムシ I. riozoi S. Ueno, 1999

イシハラメクラチビゴミムシ群 ishiharai group
- イシハラメクラチビゴミムシ I. ishiharai S. Ueno, 1994
- リュウグウメクラチビゴミムシ I. kusamai S. Ueno, 1999
- ヨシテルメクラチビゴミムシ I. murakamii S. Ueno, 1997
- ハヤシメクラチビゴミムシ I. hayashii S. Ueno, 1999
- アナドリメクラチビゴミムシ I. masazii S. Ueno, 2002
- カンムリヤマメクラチビゴミムシ I. pubithoracis S. Ueno, 2002
- タノウチメクラチビゴミムシ I. obliquatus S. Ueno, 1997
- ササメクラチビゴミムシ I. squamosus S. Ueno, 1997
- キンシャメクラチビゴミムシ I. robustior S. Ueno, 1997

ヤマモトメクラチビゴミムシ群 ishikawai group
- ヤマモトメクラチビゴミムシ I. ishikawai (S. Ueno, 1951)
- ウオズミメクラチビゴミムシ I. uozumii (S. Ueno, 1951)
- カドタメクラチビゴミムシ I. intermedius S. Ueno, 1957
- オチメクラチビゴミムシ I. ochii S. Ueno, 1995
- アナガミメクラチビゴミムシ I. subtilis S. Ueno, 1957